# Elezioni presidenziali nelle Filippine del 1998
Le elezioni presidenziali nelle Filippine del 1998 si tennero l'11 maggio.

## Risultati
| Candidati                | Partiti                                                                     | Voti       | %     |
| ------------------------ | --------------------------------------------------------------------------- | ---------- | ----- |
| Joseph Estrada           | Lotta delle Masse Filippine Patriottiche (PMP - LDP - NPC) - PDP-Laban      | 10 722 295 | 39,86 |
| Jose de Venecia          | Lakas-CMD                                                                   | 4 268 483  | 15,87 |
| Raul Roco                | Azione Democratica                                                          | 3 720 212  | 13,83 |
| Emilio Osmeña            | Prima Iniziativa per lo Sviluppo delle Province                             | 3 347 631  | 12,44 |
| Alfredo Lim              | Partito Liberale delle Filippine                                            | 2 344 362  | 8,71  |
| Renato de Villa          | Partito per la Riforma Democratica - Partito dei Lavoratori e dei Contadini | 1 308 352  | 4,86  |
| Miriam Defensor-Santiago | Partito della Riforma Popolare                                              | 797 206    | 2,96  |
| Juan Ponce Enrile        | Indipendente                                                                | 343 139    | 1,28  |
| Santiago Dumlao          | Movimento per il Cambiamento Nazionale                                      | 32 212     | 0,12  |
| Manuel Morato            | Partito della Nazione Nobile                                                | 18 644     | 0,07  |
| Totale                   | Totale                                                                      | 26 902 536 | 100   |